# Вице-декан Коллегии кардиналов
Вице-декан Коллегии кардиналов или Субдекан Коллегии кардиналов, Кардинал-субдекан (лат. Subdecanus Sacri Collegii), до 1983 года Вице-декан или Субдекан Священной Коллегии кардиналов — заместитель декана Коллегии кардиналов , который является помощником декана и замещает его в случае невозможности исполнением деканом своих функций, по какой либо причине.

## Позиция в Коллегии кардиналов
После кардинала-декана, кардинал-субдекан является старшим кардиналом-епископом, и, таким образом вторым самым высокопоставленным кардиналом из всех кардиналов.

## Избрание
По принятому motu proprio Sacrum cardinalium consilio изданным в 1965 году Павлом VI определению кардинал-субдекан избирается из шести кардиналов-епископов, которые считаются главами субурбикарных епархии (Альбано, Фраскати, Палестрина, Порто-Санта Руфина, Сабина-Поджо Миртето и Веллетри-Сеньи).
Избрание проводится, как только пост Вице-декана Коллегии кардиналов становится вакантным (например, вследствие отставки, смерти или избрания на папство), на состоявшемся совещании шести кардиналов-епископов, под председательством кардинала-декана или в его отсутствие старейшего кардинала-епископа, они избирают кандидата, как правило это следующий по возведению в сан кардинал-епископ. Это избрание должно быть подтверждено папой римским.

## Задачи
В случае когда Святой Престол вступает в период Sede vacante и последующего Конклава, кардинал-субдекан получает дополнительные полномочия к основным функциям, если отсутствует декан Коллегии кардиналов или кардинал-декан старше восьмидесяти лет и потерял право на участие в Конклаве. В этом случае, вполне вероятно, избранный папа римский, если он не епископ, должен быть посвящён в епископа кардиналом-субдеканом.
С 2005 года по 2019 год, итальянский кардинал Анджело Содано являлся деканом Коллегии кардиналов, а французский кардинал Роже Эчегарай с 2005 года по 2017 год являлся вице-деканом Коллегии кардиналов. На Конклаве 2013 года оба кардинала находились в возрасте старше 80 лет, и не смогли принять участие в Конклаве, хотя активно участвовали в предконклавных консультациях, а председательствующим кардиналом-епископом на Конклаве был третий кардинал-епископ по старшинству, на тот момент это итальянский кардинал Джованни Баттиста Ре. 
18 января 2020 года Папа Франциск утвердил избрание — совершенное кардиналами-епископами — вице-деканом Коллегии кардиналов кардинала Леонардо Сандри, префекта Конгрегации по делам Восточных Церквей. Так как, на данный момент (2025 год) пять кардиналов-епископов (включая декана и вице-декана) находятся в возрасте старше 80 лет, то в случае папских выборов, они не смогут принять участие в Конклаве, хотя могут участвовать в предконклавных консультациях, и тогда председательствующим кардиналом-епископом на Конклаве станет кардинал Пьетро Паролин.